# François-Xavier Champion
Marie François-Xavier Champion, né à Charnod en 1744, mort à Lyon, le 7 septembre 1809, était député au Conseil des Anciens et au Corps législatif de l'an VIII.

## Biographie
Il fut homme de loi à Orgelet, puis président de ce district. Marie François-Xavier Champion entra au Conseil des Anciens le 23 germinal an V, pour y représenter les électeurs de son département qui lui avaient donné 164 voix. Il parla sur la loi des passeports, sur les élections, sur le droit de bail, sur les taxations des receveurs généraux, fit approuver une résolution concernant les comptables des régies des traites et des douanes, combattit une motion relative aux expropriations forcées, et vota le rejet de celle qui avait trait au régime hypothécaire.
Il fut secrétaire du Conseil des Anciens, d'où il sortit pour entrer, le 4 nivôse an VIII, au Corps législatif : le Sénat conservateur l'avait choisi comme représentant du Jura. Il siégea dans cette assemblée jusqu'en 1804, et termina sa carrière comme juge à la cour d'appel de Lyon.

## Mandats
- 25/12/1799 - 01/07/1804  : Jura

## Travaux législatifs
- Théodore Vernier, Antoine Grenot, François-Xavier Champion, François-Joseph Febvre et Gervais Sauvé, Les députés du Jura soussignés à leurs collègues membres des deux conseils [Texte imprimé]. Réponse à un écrit distribué le 19 nivôse, ayant pour titre : Réclamation des républicains du Jura..., Paris, : impr. de Baudouin, 1798, 32 p. (BNF 30219105, lire en ligne)
- François-Xavier Champion, Champion (du Jura),... à son collègue Rabaud, le jeune, sur la contribution foncière en nature, Paris, impr. de Vve Panckoucke, s. d., 24 p. (BNF 30219104)
- François-Xavier Champion, Corps législatif. Conseil des Anciens. Discours prononcé par Champion, du Jura, en présentant une adresse de l'administration municipale de Saint-Claude (sur la nécessité d'accorder des secours à cette ville détruite par un incendie). Séance du 28 messidor an VII, Paris, Impr. nationale, an vii, 6 p. (BNF 30219121)
- François-Xavier Champion, Corps législatif. Conseil des Anciens. Discours prononcé par Champion, du Jura, sur le départ des conscrits de son département. Séance du 1er nivôse an VII, Paris, Impr. nationale, an vii, 3 p. (BNF 30219117)
- François-Xavier Champion, Corps législatif. Conseil des Anciens. Extrait du Rapport fait par Champion, du Jura, sur la résolution relative aux opérations de l'assemblée primaire du 1er arrondissement du canton de Roquecourbe, département du Tarn. Séance du 2 thermidor an V, Paris, Impr. nationale, an v, 15 p. (BNF 30219107)
- François-Xavier Champion, Corps législatif. Conseil des Anciens. Opinion de Champion, député du Jura, sur la résolution relative à l'expropriation forcée. Séance du 24 vendémiaire an VII, 19 p. (BNF 30219116)
- François-Xavier Champion, Corps législatif. Conseil des Anciens. Opinion de Champion, du Jura, sur la résolution du 3 fructidor an VI, relative aux expropriations forcées. Séance du 9 vendémiaire an VII, Paris, Impr. nationale, an vii, 22 p. (BNF 30219115)
- François-Xavier Champion, Corps législatif. Conseil des Anciens. Opinion de Champion, du Jura, sur la résolution du Conseil des Cinq-Cents, du 3 pluviôse an VII, relative à la conservation des hypothèques. Séance du 14 pluviôse an VII, Paris, Impr. nationale, an vii, 8 p. (BNF 30219118)
- François-Xavier Champion, Corps législatif. Conseil des Anciens. Opinion de Champion, du Jura, sur la résolution relative aux droits de bacs. Séance du 12 prairial an VI, Paris, Impr. nationale, an vi, 7 p. (BNF 30219111)
- François-Xavier Champion, Corps législatif. Conseil des Anciens. Opinion de Fr.-Xav. Champion,... sur la résolution relative aux taxations des receveurs généraux des départemens et de leurs préposés. Séance du 5 messidor an VI, Paris, : Impr. nationale, an vi, 18 p. (BNF 30219114)
- François-Xavier Champion, Corps législatif. Conseil des Anciens. Rapport fait par Champion, du Jura, au nom de la commission composée des représentans du peuple Vernier, Poisson, Legrand, Chassiron et Champion, du Jura, sur la résolution relative aux taxations des receveurs généraux des départemens et leurs préposés. Séance du 23 prairial an VI, Paris, Impr. nationale, an vi, 18 p. (BNF 30219112)
- François-Xavier Champion, Corps législatif. Conseil des Anciens. Rapport fait par Champion, du Jura,... sur la résolution du 11 prairial, relative aux avances et débets de l'ancienne régie des traites et de celle des douanes. Séance du 28 prairial an VI, Paris, Impr. nationale, an vi, 10 p. (BNF 30219113)
- François-Xavier Champion, Corps législatif. Conseil des Anciens. Rapport fait par Champion, du Jura, sur la résolution du 14 pluviôse relative à un échange de terrein entre l'administration de l'hospice civil de Dole et le citoyen Chuppiet. Séance du 6 ventôse an VII, Paris, Impr. nationale, an vii, 4 p. (BNF 30219119)
- François-Xavier Champion, Corps législatif. Conseil des Anciens. Rapport fait par Champion, du Jura, sur la résolution du 15 nivôse an VI, relative à un arrêté du représentant du peuple Bion, en date du 26 germinal an III, qui destitue le citoyen Héritier de ses fonctions de receveur du droit d'enregistrement au bureau de Châtelard, département du Mont-Blanc. Séance du 8 pluviôse an VI, Paris, Impr. nationale, an vi, 10 p. (BNF 30219110)
- François-Xavier Champion, Corps législatif. Conseil des Anciens. Rapport fait par Champion, du Jura,... sur la résolution du 7 fructidor, relative à un arrêté du représentant Couthon, qui annule la vente de l'église et du ci-devant prieuré de Souxillanges, département du Puy-de-Dôme. Séance du 15 vendémiaire an VI, Paris, Impr. nationale, an vi, 12 p. (BNF 30219108)
- François-Xavier Champion, Corps législatif. Conseil des Anciens. Rapport fait par Champion, du Jura, sur la résolution du Conseil des Cinq-Cents du 23 germinal an VII relative au rapport d'un arrêté du représentant du peuple Saladin, qui crée un second juge de paix dans la commune de Dole. Séance du 14 floréal an VII, Paris, Impr. nationale, an vii, 6 p. (BNF 30219120)
- François-Xavier Champion, Corps législatif. Conseil des Anciens. Rapport fait par Champion, du Jura, sur la résolution relative aux passeports. Séance du 17 vendémiaire an VI, Paris, Impr. nationale, an vi, 8 p. (BNF 30219109)
- François-Xavier Champion, Corps législatif. Conseil des Anciens. Rapport fait par M.-F.-X. Champion, député du Jura, sur la résolution du 21 vendémiaire an VIII relative à un secours extraordinaire à accorder à la commune incendiée de Saint-Claude. Séance du 7 brumaire an VIII, Paris, Impr. nationale, an viii, 14 p. (BNF 30219122)
- François-Xavier Champion, Observations de Champion, du Jura,... sur deux questions importantes qui paraissent devoir être décidées par le Code forestier, Paris, impr. de Vve Panckoucke, s.d., 4 p. (BNF 30219106)
- François-Xavier Champion, Réflexions de Champion, du Jura... sur un article du projet de Code civil, Paris, impr. de Vve Panckoucke, s. d., 12 p. (BNF 30219123)